# كايالار
كايالار، هو مجتمع مسلم يتواجد في ولاية تاميل نادو في الهند. وهي واحدة من المجموعات الفرعية الرئيسية الأربعة التي تشكل المجتمع الإسلامي التاميلي.